# Europejskie Igrzyska Juniorów w Lekkoatletyce 1968
3. Europejskie Igrzyska Juniorów w Lekkoatletyce – zawody lekkoatletyczne dla sportowców do lat 19, które odbywały się od 23 do 25 sierpnia 1968 roku w Lipsku na terenie NRD. Impreza ostatni raz w historii odbyła się pod nazwą europejskich igrzysk juniorów – dwa lata później w Paryżu młodzi sportowcy spotkali się na mistrzostwach Europy juniorów.

## Rezultaty

### Mężczyźni
| Konkurencja:                  | 1. miejsce                                                                           | Rezultat  | 2. miejsce                                                                    | Rezultat  | 3. miejsce                                                                          | Rezultat  |
| Bieg na 100 m                 | Wałerij Borzow                                                                       | 10,4      | Tamas Szabo                                                                   | 10,5      | Aleksandr Kornieluk                                                                 | 10,6      |
| Bieg na 200 m                 | Wałerij Borzow                                                                       | 21,0      | Michaił Lebiediew                                                             | 21,5      | Michel Mahy                                                                         | 21,7      |
| Bieg na 400 m                 | Michel Mahy                                                                          | 47,5      | Aleksandr Kuczeriawy                                                          | 47,9      | Władimir Nosenko                                                                    | 48,2      |
| Bieg na 800 m                 | Reinhard Dominik                                                                     | 1:51,6    | Anatolij Gonczarow                                                            | 1:52,2    | Krzysztof Linkowski                                                                 | 1:52,4    |
| Bieg na 1500 m                | Uwe Schneider                                                                        | 3:53,3    | Bernd Exner                                                                   | 3:54,0    | Milisav Anđelov                                                                     | 3:54,6    |
| Bieg na 3000 m                | Ion Dima                                                                             | 8:13,4    | Wilfried Scholz                                                               | 8:15,6    | Wiktor Kuzniecow                                                                    | 8:18,0    |
| Chód na 10 000 m              | Joachim Dumke                                                                        | 44:48,0   | Frank Donner                                                                  | 44:50,0   | Algis Lebedžius                                                                     | 45:31,6   |
| Bieg na 110 m przez płotki    | Jewgienij Maziepa                                                                    | 14,3      | Frank Siebeck                                                                 | 14,5      | Anatolij Mosziaszwili                                                               | 14,7      |
| Bieg na 400 m przez płotki    | Jewgienij Gawrilenko                                                                 | 51,6      | Michael Schulze                                                               | 53,1      | Dmitrij Stukałow                                                                    | 53,2      |
| Bieg na 1500 m z przeszkodami | Nikołaj Bachłanow                                                                    | 4:05,0    | Petre Lupan                                                                   | 4:05,0    | Petko Georgiew                                                                      | 4:05,2    |
| Sztafeta 4 × 100 m            | ZSRR · Aleksandr Kornieluk · Michaił Lebiediew · Wałerij Borzow · Siergiej Korowin   | 40,4      | NRD · Jürgen Rutz · Horst Hauptmann · Gerhard Lühnenschloss · Detlef Beckmann | 41,3      | Polska · Witold Fortuniak · Mirosław Muzolf · Wiktor Godlewski · Bogdan Grzejszczak | 41,8      |
| Sztafeta 4 × 400 m            | ZSRR · Władimir Wołczok · Jewgienij Skakun · Władimir Nosenko · Aleksandr Kuczeriawy | 3:12,3    | NRD · Jürgen Laser · Lothar Krohn · Andreas Scheibe · Detlef Lindner          | 3:12,6    | Polska · Jan Pech · Krzysztof Linkowski · Wojciech Brociak · Krzysztof Miros        | 3:16,0    |
| Skok wzwyż                    | Aleksandr Szygin                                                                     | 2,10      | Ioánnis Koussoulas                                                            | 2,10      | Rustam Achmietow                                                                    | 2,04      |
| Skok o tyczce                 | Jurij Isakow                                                                         | 4,70      | Władimir Kiszkun                                                              | 4,60      | Paweł Iwiński                                                                       | 4,40      |
| Skok w dal                    | Michaił Bariban                                                                      | 7,78      | Ulrich Lampe                                                                  | 7,44      | Laimonis Magone                                                                     | 7,44      |
| Trójskok                      | Michaił Bariban                                                                      | 15,94     | Stanisław Kolesnikow                                                          | 15,46     | Andreas Baraktiaris                                                                 | 15,36     |
| Pchnięcie kulą                | Hartmut Briesenick                                                                   | 18,71     | Peter Hlawatschke                                                             | 17,02     | Arūnas Vaitkevičius                                                                 | 16,90     |
| Rzut dyskiem                  | Hans-Jürgen Jacobi                                                                   | 54,22     | Wiktor Żurba                                                                  | 51,64     | Hartmut Briesenick                                                                  | 49,20     |
| Rzut młotem                   | Peter Przesdzing                                                                     | 61,76     | Władimir Trietiak                                                             | 61,32     | Igor Sowpieł                                                                        | 59,08     |
| Rzut oszczepem                | Andrzej Szajda                                                                       | 68,52     | Jonas Dobrila                                                                 | 68,36     | Edmund Berdziński                                                                   | 68,02     |
| Dziesięciobój                 | Łeonid Łytwynenko                                                                    | 7434 pkt. | Stefan Junge                                                                  | 7319 pkt. | Manfred Apt                                                                         | 7012 pkt. |

### Kobiety
| Konkurencja:              | 1. miejsce                                                                           | Rezultat | 2. miejsce                                                                 | Rezultat | 3. miejsce                                                                 | Rezultat |
| Bieg na 100 m             | Ludmiła Żarkowa                                                                      | 11,5     | Renate Meißner                                                             | 11,6     | Mariana Goth                                                               | 11,6     |
| Bieg na 200 m             | Ludmiła Żarkowa                                                                      | 23,9     | Renate Meißner                                                             | 23,9     | Mariana Goth                                                               | 24,0     |
| Bieg na 400 m             | Waltraud Birnbaum                                                                    | 54,0     | Raisa Nikanorowa                                                           | 54,4     | Mariana Filip                                                              | 55,4     |
| Bieg na 800 m             | Barbara Wieck                                                                        | 2:06,3   | Waltraud Pöhland                                                           | 2:07,7   | Nijolė Sabaitė                                                             | 2:10,1   |
| Bieg na 80 m przez płotki | Annelie Jahns                                                                        | 11,1     | Emina Pilav                                                                | 11,2     | Ewa Balcerzyk                                                              | 11,2     |
| Sztafeta 4 × 100 m        | ZSRR · Raisa Nikanorowa · Nadieżda Biesfamilna · Marina Nikiforowa · Ludmiła Żarkowa | 45,3     | NRD · Bärbel Schrickel · Renate Meißner · Marion Wagner · Gabriele Zindler | 45,8     | Polska · Krystyna Mandecka · Urszula Soszka · Danuta Kopa · Elżbieta Nowak | 46,6     |
| Skok wzwyż                | Elke Kalliwoda                                                                       | 1,72     | Nina Brincewa                                                              | 1,72     | Katja Łazowa                                                               | 1,72     |
| Skok w dal                | Tatiana Byczkowa                                                                     | 6,18     | Natalia Kostugina                                                          | 6,15     | Kristina Ziegler                                                           | 6,07     |
| Pchnięcie kulą            | Elwira Syromiatnikowa                                                                | 15,02    | Leana Matthes                                                              | 13,60    | Dora Topuskowa                                                             | 13,59    |
| Rzut dyskiem              | Swietłana Wiedieniejewa                                                              | 45,94    | Swetła Bożkowa                                                             | 45,46    | Jutta Knobloch                                                             | 45,08    |
| Rzut oszczepem            | Serafina Moritz                                                                      | 51,10    | Cecylia Bajer                                                              | 50,78    | Marion Steiner                                                             | 48,72    |
| Pięciobój                 | Burglinde Pollak                                                                     | 4717 pkt | Tatiana Byczkowa                                                           | 4582 pkt | Cornelia Popescu                                                           | 4460 pkt |

## Klasyfikacja medalowa
| Klasyfikacja medalowa | Klasyfikacja medalowa | Klasyfikacja medalowa | Klasyfikacja medalowa | Klasyfikacja medalowa | Klasyfikacja medalowa |
| --------------------- | --------------------- | --------------------- | --------------------- | --------------------- | --------------------- |
| Miejsce               | Kraj                  |                       |                       |                       |                       |
| 1                     | ZSRR                  | 18                    | 12                    | 11                    | 41                    |
| 2                     | NRD                   | 11                    | 15                    | 5                     | 31                    |
| 3                     | Rumunia               | 2                     | 2                     | 4                     | 8                     |
| 4                     | Polska                | 1                     | 1                     | 7                     | 9                     |
| 5                     | Belgia                | 1                     | 0                     | 1                     | 2                     |
| 6                     | Bułgaria              | 0                     | 1                     | 3                     | 4                     |
| 7                     | Grecja                | 0                     | 1                     | 1                     | 2                     |
| 7                     | Jugosławia            | 0                     | 1                     | 1                     | 2                     |